# Aeródromo Guardiamarina Zañartu
El Aeródromo Guardiamarina Zañartu (IATA: WPU, OACI: SCGZ) se encuentra ubicado en la isla Navarino a 1 km de Puerto Williams (Cabo de Hornos, Chile). Es un aeródromo público administrado por la Dirección General de Aeronáutica Civil y fue inaugurado por el presidente Carlos Ibáñez del Campo el 22 de febrero de 1957.

## Aerolíneas y destinos

### Destinos nacionales
| Aerolíneas   | Destinos                        |
| ------------ | ------------------------------- |
| Aerovías DAP | Punta Arenas, Santiago de Chile |

#### Aerolíneas y destinos suspendidos
LATAM Airlines
- Puerto Montt, Chile

- Santiago de Chile, Chile